# Polygala sanariapoana
Polygala sanariapoana là một loài thực vật có hoa trong họ Polygalaceae. Loài này được Steyerm. miêu tả khoa học đầu tiên năm 1952.